# Selección de fútbol sub-17 de Trinidad y Tobago
La selección de fútbol sub-17 de Trinidad y Tobago es el equipo que representa al país en la Copa Mundial de Fútbol Sub-17 y en el Campeonato Sub-17 de la Concacaf, y es controlada por la Federación de Fútbol de Trinidad y Tobago.

## Palmarés
- Campeonato Sub-17 de la Concacaf: 0
  -  Subcampeón (1): 1983

## Estadísticas

### Campeonato Sub-17 de la Concacaf
- 1983 :  Subcampeón
- 1985 : 1.ª Ronda
- 1987 : 1.ª Ronda
- 1988 : 4.º Lugar
- 1991 : 4.º Lugar
- 1992 : No participó
- 1994 : 1.ª Ronda
- 1996 : 1.ª Ronda
- 1999 : 4.º Grupo A
- 2001 : No participó por ser sede del mundial ese año
- 2003 : No participó
- 2005 : No clasificó
- 2007 : Ganador del Grupo B
- 2009 : 4.º Grupo B
- 2011 : Cuartos de final
- 2013 : Cuartos de final
- 2015 : 1.ª Ronda
- 2017 : No clasificó
- 2019 : Octavos de final
- 2023 : Octavos de final
- 2025 : Fase de grupos

### Mundial Sub-17
| Año                         | Fase           | PJ           | PG           | PE           | PP           | GF           | GC           |
| --------------------------- | -------------- | ------------ | ------------ | ------------ | ------------ | ------------ | ------------ |
| China 1985                  | No clasificó   | No clasificó | No clasificó | No clasificó | No clasificó | No clasificó | No clasificó |
| Canadá 1987                 | No clasificó   | No clasificó | No clasificó | No clasificó | No clasificó | No clasificó | No clasificó |
| Escocia 1989                | No clasificó   | No clasificó | No clasificó | No clasificó | No clasificó | No clasificó | No clasificó |
| Italia 1991                 | No clasificó   | No clasificó | No clasificó | No clasificó | No clasificó | No clasificó | No clasificó |
| Japón 1993                  | No clasificó   | No clasificó | No clasificó | No clasificó | No clasificó | No clasificó | No clasificó |
| Ecuador 1995                | No clasificó   | No clasificó | No clasificó | No clasificó | No clasificó | No clasificó | No clasificó |
| Egipto 1997                 | No clasificó   | No clasificó | No clasificó | No clasificó | No clasificó | No clasificó | No clasificó |
| Nueva Zelanda 1999          | No clasificó   | No clasificó | No clasificó | No clasificó | No clasificó | No clasificó | No clasificó |
| Trinidad y Tobago 2001      | Fase de grupos | 3            | 0            | 0            | 3            | 2            | 9            |
| Finlandia 2003              | No clasificó   | No clasificó | No clasificó | No clasificó | No clasificó | No clasificó | No clasificó |
| Perú 2005                   | No clasificó   | No clasificó | No clasificó | No clasificó | No clasificó | No clasificó | No clasificó |
| Corea del Sur 2007          | Fase de grupos | 3            | 0            | 0            | 3            | 1            | 14           |
| Nigeria 2009                | No clasificó   | No clasificó | No clasificó | No clasificó | No clasificó | No clasificó | No clasificó |
| México 2011                 | No clasificó   | No clasificó | No clasificó | No clasificó | No clasificó | No clasificó | No clasificó |
| Emiratos Árabes Unidos 2013 | No clasificó   | No clasificó | No clasificó | No clasificó | No clasificó | No clasificó | No clasificó |
| Chile 2015                  | No clasificó   | No clasificó | No clasificó | No clasificó | No clasificó | No clasificó | No clasificó |
| India 2017                  | No clasificó   | No clasificó | No clasificó | No clasificó | No clasificó | No clasificó | No clasificó |
| Brasil 2019                 | No clasificó   | No clasificó | No clasificó | No clasificó | No clasificó | No clasificó | No clasificó |
| Indonesia 2023              | No clasificó   | No clasificó | No clasificó | No clasificó | No clasificó | No clasificó | No clasificó |
| Catar 2025                  | No clasificó   | No clasificó | No clasificó | No clasificó | No clasificó | No clasificó | No clasificó |
| Total                       | 0/19           | 6            | 0            | 0            | 6            | 3            | 14           |

## Jugadores destacados
- Robert Primus
- Sean de Silva
- Akeem Adams
- Julius James
- Terrence McAllister
- Kenwyne Jones
- Jerol Frobes
- Nkosi Blackman